# Maisoncelle-et-Villers
Pour les articles homonymes, voir Maisoncelles et Villers.
Maisoncelle-et-Villers est une commune française, située dans le département des Ardennes en région Grand Est.
C'est en 1828 que la commune prend le nom de Maisoncelle-et-Villers, à la suite de la fusion de Maisoncelle et de Villers-devant-Raucourt.

## Géographie
| Chémery-Chéhéry   |                         | Haraucourt        |
|                   | Maisoncelle-et-Villiers | Raucourt-et-Flaba |
| Artaise-le-Vivier | Stonne                  |                   |

Maisoncelle est un village-rue sur la D 27, à 260 mètres d'altitude. Villers est un hameau un peu à l'est, toujours sur la D 27, à 280 mètres d'altitude.
Le lieu-dit en dessous du hameau de Villers, entourant le château, sur la pente orientée plein sud, s'appelle les Vignes.
La commune s'étend sur 11,1 km2.
Entouré par les communes de Chémery-sur-Bar, Artaise-le-Vivier et Bulson, Maisoncelle-et-Villers est située au sud-ouest de Sedan, la ville la plus proche, à une douzaine de kilomètres.

### Hydrographie
La commune est dans le bassin versant de la Meuse au sein du bassin Rhin-Meuse. Elle est drainée par le ruisseau de Terron et le ruisseau de Dione,.

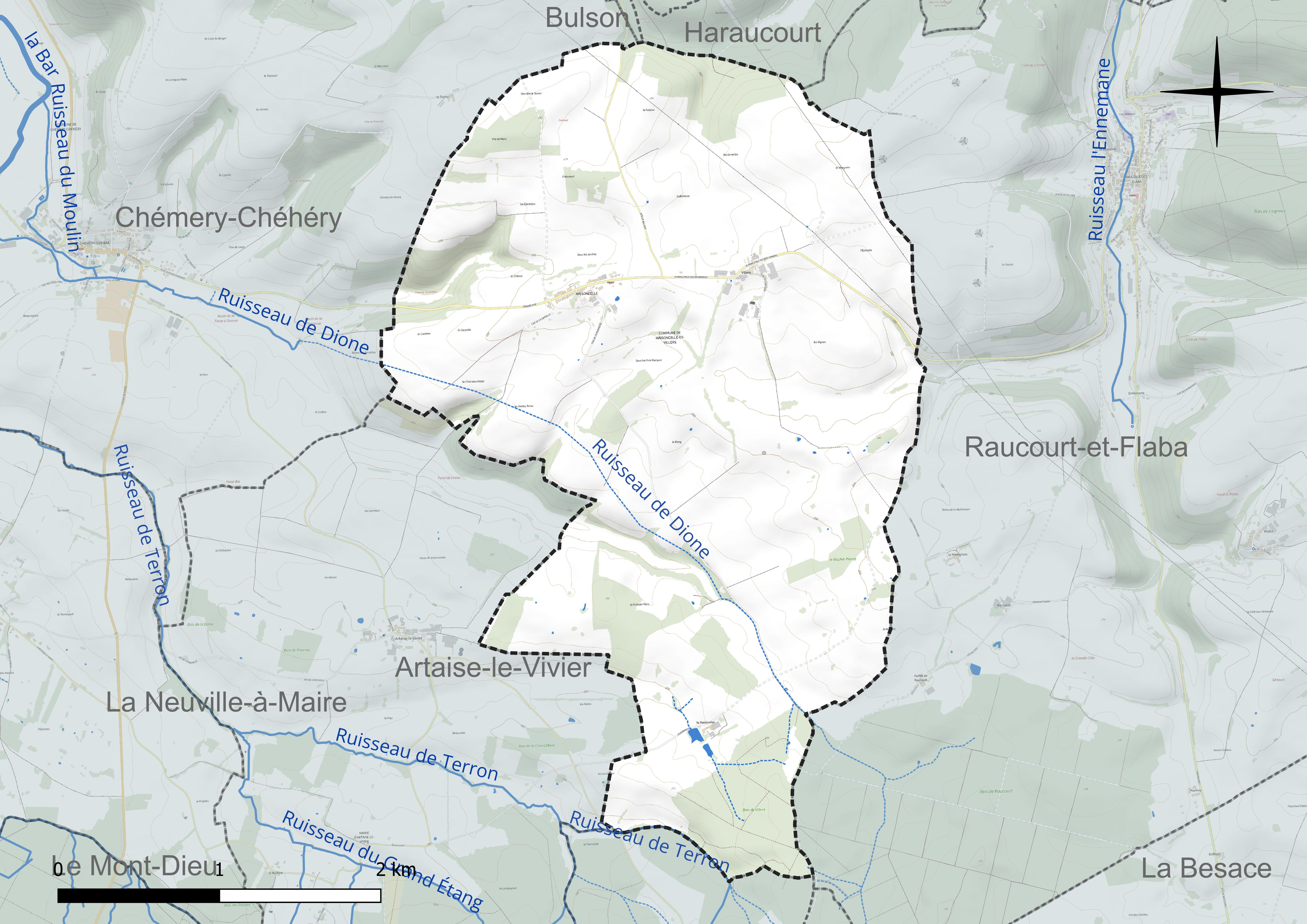
Réseau hydrographique de Maisoncelle-et-Villers.

### Climat
Pour des articles plus généraux, voir Climat du Grand Est et Climat des Ardennes.
En 2010, le climat de la commune est de type climat de montagne, selon une étude du Centre national de la recherche scientifique s'appuyant sur une série de données couvrant la période 1971-2000. En 2020, Météo-France publie une typologie des climats de la France métropolitaine dans laquelle la commune est exposée à un climat océanique altéré et est dans la région climatique Lorraine, plateau de Langres, Morvan, caractérisée par un hiver rude (1,5 °C), des vents modérés et des brouillards fréquents en automne et hiver.
Pour la période 1971-2000, la température annuelle moyenne est de 9,5 °C, avec une amplitude thermique annuelle de 15,7 °C. Le cumul annuel moyen de précipitations est de 1 031 mm, avec 13,9 jours de précipitations en janvier et 10 jours en juillet. Pour la période 1991-2020, la température moyenne annuelle observée sur la station météorologique de Météo-France la plus proche, « Douzy », sur la commune de Douzy à 13 km à vol d'oiseau, est de 10,5 °C et le cumul annuel moyen de précipitations est de 857,0 mm. 
La température maximale relevée sur cette station est de 40,3 °C, atteinte le 25 juillet 2019 ; la température minimale est de −14,8 °C, atteinte le 3 janvier 2004,,.
Les paramètres climatiques de la commune ont été estimés pour le milieu du siècle (2041-2070) selon différents scénarios d'émission de gaz à effet de serre à partir des nouvelles projections climatiques de référence DRIAS-2020. Ils sont consultables sur un site dédié publié par Météo-France en novembre 2022.

## Urbanisme

### Typologie
Au 1er janvier 2024, Maisoncelle-et-Villers est catégorisée commune rurale à habitat dispersé, selon la nouvelle grille communale de densité à 7 niveaux définie par l'Insee en 2022.
Elle est située hors unité urbaine. Par ailleurs la commune fait partie de l'aire d'attraction de Sedan, dont elle est une commune de la couronne,. Cette aire, qui regroupe 31 communes, est catégorisée dans les aires de moins de 50 000 habitants,.

### Occupation des sols
L'occupation des sols de la commune, telle qu'elle ressort de la base de données européenne d’occupation biophysique des sols Corine Land Cover (CLC), est marquée par l'importance des territoires agricoles (86,4 % en 2018), une proportion identique à celle de 1990 (86,4 %). La répartition détaillée en 2018 est la suivante : 
terres arables (61,5 %), prairies (24,5 %), forêts (13,6 %), zones agricoles hétérogènes (0,4 %). L'évolution de l’occupation des sols de la commune et de ses infrastructures peut être observée sur les différentes représentations cartographiques du territoire : la carte de Cassini (XVIIIe siècle), la carte d'état-major (1820-1866) et les cartes ou photos aériennes de l'IGN pour la période actuelle (1950 à aujourd'hui).

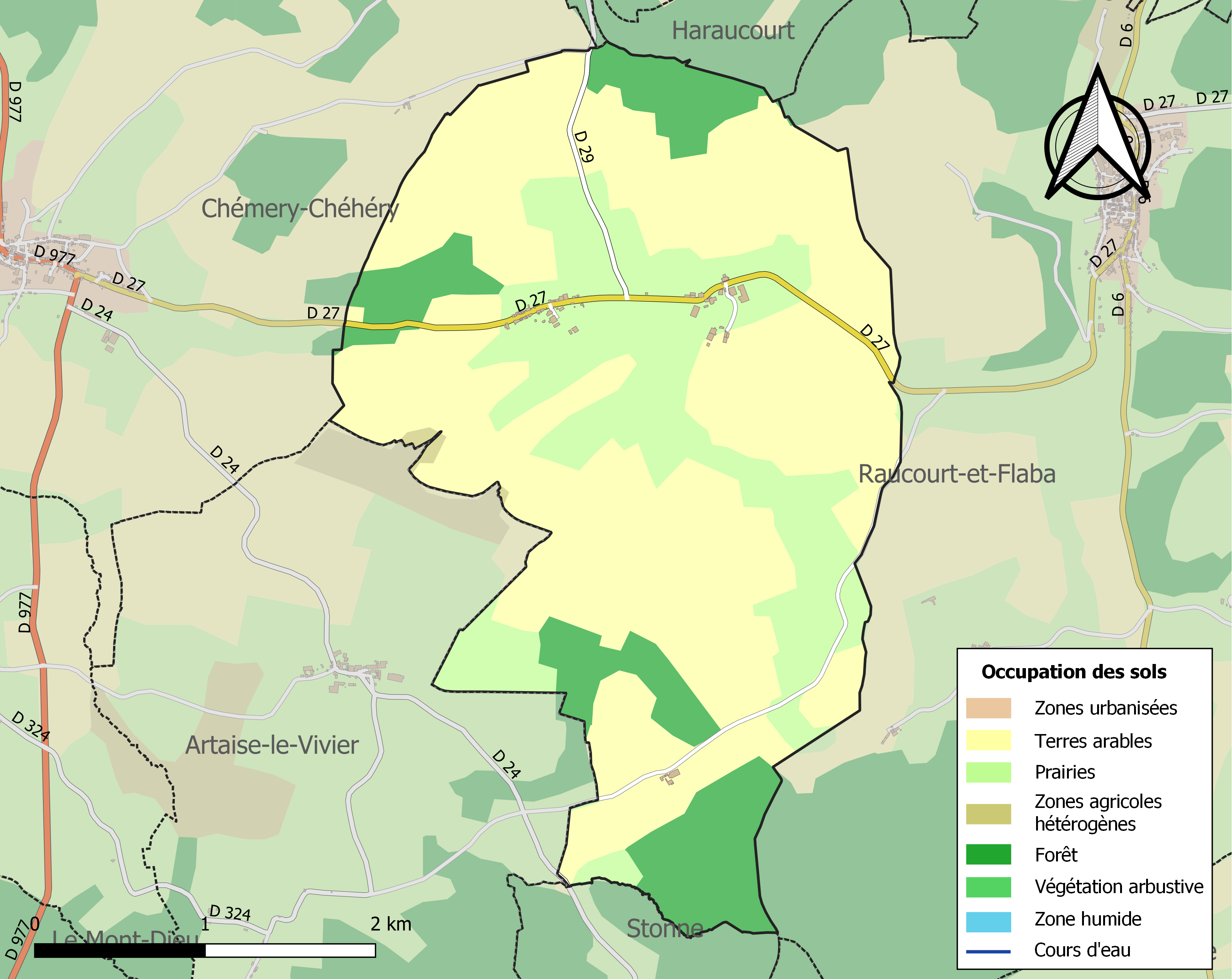
Carte des infrastructures et de l'occupation des sols de la commune en 2018 (CLC).

## Toponymie
De la langue d'oïl médiévale (et son dialecte ardennais) maisoncele, « petite maison, cellule d'ermite ». Le nom "Maisoncelle" dérive du diminutif latin "ma(n)sionicella" qui signifiait "petite demeure", "petite maison". "Ma(n)sio", ma(n)sionis" (demeure en latin) a donné "maison" en français. Ce mot désignait souvent une maison forte.
Il existe de nombreuses localités portant ce nom en France : Maisoncelles-en-Brie (Seine-et-Marne), Maisoncelle-Saint-Pierre (Oise), Maisoncelles-du-Maine (Mayenne), Maisoncelles-sur-Ajon (Calvados) ou encore Maisoncelles (en Haute-Marne et dans le département de la Sarthe).

## Histoire

### Période moderne
En 1641, les troupes royales ravagent Villers et Maisoncelle, peu de temps avant la bataille de la Marfée.
En 1695, messire Nicolas Penart, seigneur « de Villé devant Raucourt, la Raminoise et autres lieux, demeurant en son château du dit la Raminoise », fait un don pour l'entretien de l'église de Villers-devant-Raucourt.
En 1774, les chanoines du chapitre de Braux sont seigneurs de Maisoncelle. Ils possèdent un tiers des grosses dîmes et un tiers du "terrage". Maisoncelle compte alors 80 communiants environ (enquête archiépiscopale de 1774).
Certains hommes de Maisoncelle ont participé aux guerres napoléoniennes. C'est le cas de Jean-Louis Gérard, chevalier de la Légion d'honneur par décret du 28 novembre 1813. Il est né à Maisoncelle le 21 janvier 1789. Entré au service le 22 août 1809 dans la garde nationale départementale, il a fait les campagnes des années 1809 (Allemagne et Autriche), 1810, 1811, 1812 en Espagne, 1813 en Saxe et 1814 en France.
Une église dédiée à saint Basle existait à Villers. En 1859, M. Olivier, l'instituteur, signale qu'on y célèbre la messe (source : Fonds Gourjault de la Médiathèque municipale de Sedan). Cette église est repérable sur le plan cadastral de 1817, mais détruite en 1882, elle n'est pas reconstruite.

## Politique et administration
| Période                                  | Période                   | Identité                                       | Étiquette | Qualité     |
| ---------------------------------------- | ------------------------- | ---------------------------------------------- | --------- | ----------- |
| 1978                                     | 2008                      | Daniel Warzée                                  |           |             |
| 2008                                     | 2014                      | Christelle Henriet                             |           |             |
| 2014                                     | En cours (au 24 mai 2020) | Francis Henriet Réélu pour le mandat 2020-2026 |           | Agriculteur |
| Les données manquantes sont à compléter. |                           |                                                |           |             |

| Période                                  | Période | Identité            | Étiquette | Qualité                       |
| ---------------------------------------- | ------- | ------------------- | --------- | ----------------------------- |
| 1899                                     | 1908    | Alfred Launois      |           |                               |
| 1908                                     | 1923    | Albert Henriet      |           | Cultivateur propriétaire      |
| 1924                                     | 1928    | Albert Hanotel      |           |                               |
| 1928                                     | 1940    | Albert Crucis       |           |                               |
| 1940                                     | 1941    | Félicien Braconnier |           | Maire provisoire              |
| 1941                                     | 1942    | Gustave Vauchelet   |           |                               |
| 1942                                     |         | Léon Henriet        |           | Président délégation spéciale |
| 1944                                     | 1945    | Albert Crucis       |           |                               |
| 1945                                     |         | Léon Henriet        |           |                               |
| 1978                                     | 2008    | Daniel Warzée       |           |                               |
| Les données manquantes sont à compléter. |         |                     |           |                               |

| Période                                  | Période | Identité                | Étiquette | Qualité |
| ---------------------------------------- | ------- | ----------------------- | --------- | ------- |
| 1828                                     | 1833    | Honoré Delorme          |           |         |
| 1834                                     | 1834    | André Vauchelet         |           |         |
| 1834                                     | 1839    | Jean-Baptiste Lardenois |           |         |
| 1839                                     | 1840    | Pierre Jacquemin        |           |         |
| 1840                                     | 1865    | Ponce Henriet           |           |         |
| 1865                                     | 1870    | Jean-Baptiste Delorme   |           |         |
| 1871                                     | 1877    | Ponce Henriet           |           |         |
| 1878                                     | 1899    | Pierre-Jean Henriet     |           |         |
| Les données manquantes sont à compléter. |         |                         |           |         |

## Démographie
L'évolution du nombre d'habitants est connue à travers les recensements de la population effectués dans la commune depuis 1793. Pour les communes de moins de 10 000 habitants, une enquête de recensement portant sur toute la population est réalisée tous les cinq ans, les populations de référence des années intermédiaires étant quant à elles estimées par interpolation ou extrapolation. Pour la commune, le premier recensement exhaustif entrant dans le cadre du nouveau dispositif a été réalisé en 2008.

En 2022, la commune comptait 69 habitants, en stagnation par rapport à 2016 (Ardennes : −2,97 %, France hors Mayotte : +2,11 %).
| 1793 | 1800 | 1806 | 1821 | 1831 | 1836 | 1841 | 1846 | 1851 |
| ---- | ---- | ---- | ---- | ---- | ---- | ---- | ---- | ---- |
| 80   | 77   | 102  | 99   | 147  | 165  | 171  | 158  | 161  |

| 1866 | 1872 | 1876 | 1881 | 1886 | 1891 | 1896 | 1901 | 1906 |
| ---- | ---- | ---- | ---- | ---- | ---- | ---- | ---- | ---- |
| 168  | 146  | 143  | 142  | 137  | 115  | 107  | 124  | 113  |

| 1911 | 1921 | 1926 | 1931 | 1936 | 1946 | 1954 | 1962 | 1968 |
| ---- | ---- | ---- | ---- | ---- | ---- | ---- | ---- | ---- |
| 95   | 96   | 112  | 98   | 90   | 85   | 96   | 96   | 93   |

| 1975 | 1982 | 1990 | 1999 | 2006 | 2008 | 2013 | 2018 | 2022 |
| ---- | ---- | ---- | ---- | ---- | ---- | ---- | ---- | ---- |
| 81   | 59   | 50   | 67   | 72   | 74   | 71   | 68   | 69   |

Après avoir baissé, la population de la commune repart à la hausse depuis quelques années.

## Lieux et monuments
- Château de Villers : ce bâtiment fortifié dans le hameau de Villers, légèrement à l'écart de la D 27, est recensé dans la base Mérimée, et date de la première moitié du XVIe siècle. L'édifice est inscrit au titre des monuments historiques en 2000[27].
- Maison forte de la Raminoise : cette maison forte, isolée au sud du territoire de la commune, à proximité du bois de Raucourt, est également inscrite aux monuments historiques par un arrêté du 20 janvier 2003[28].
- L'église Sainte-Geneviève.

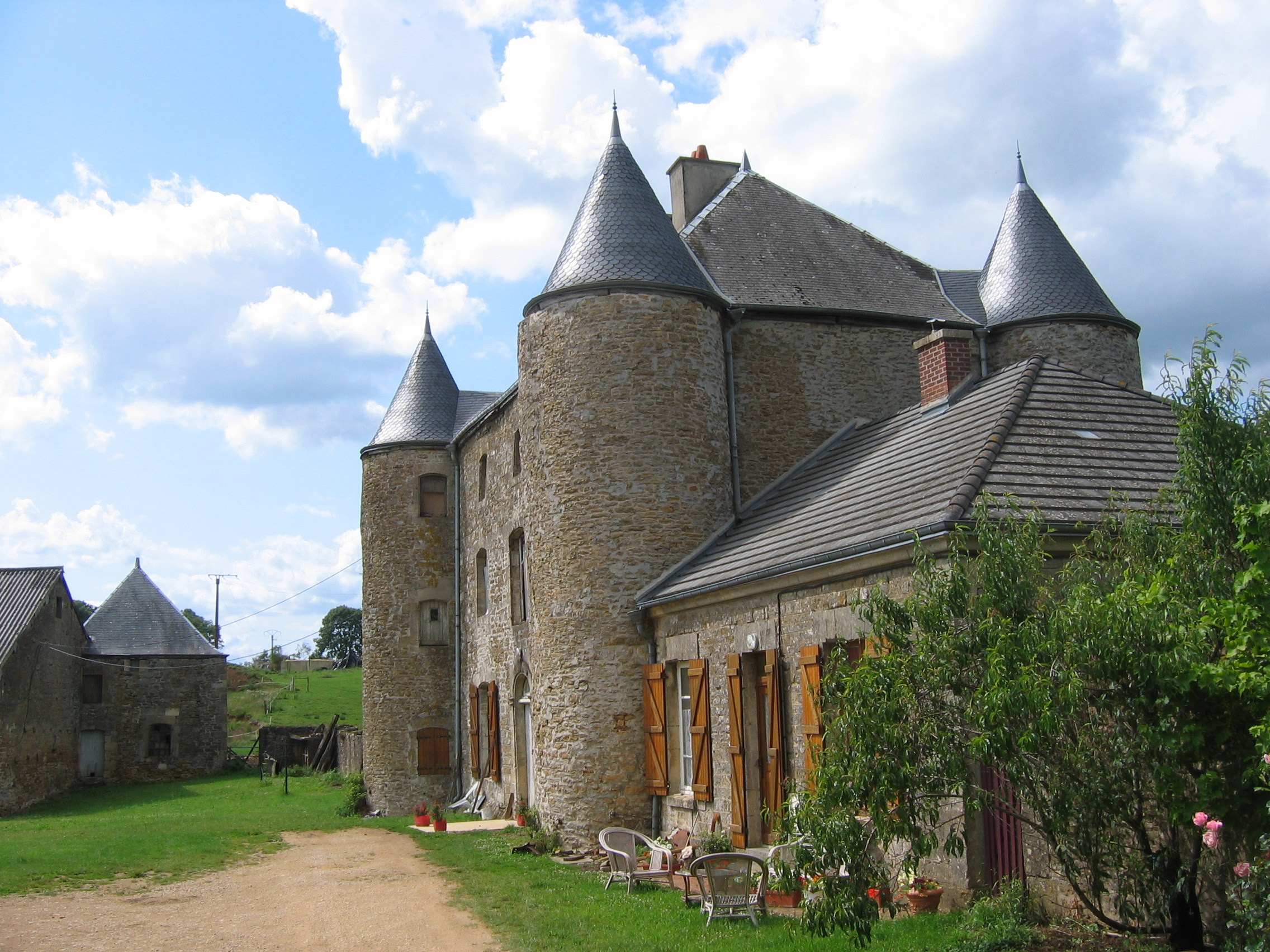
Château de Villers.
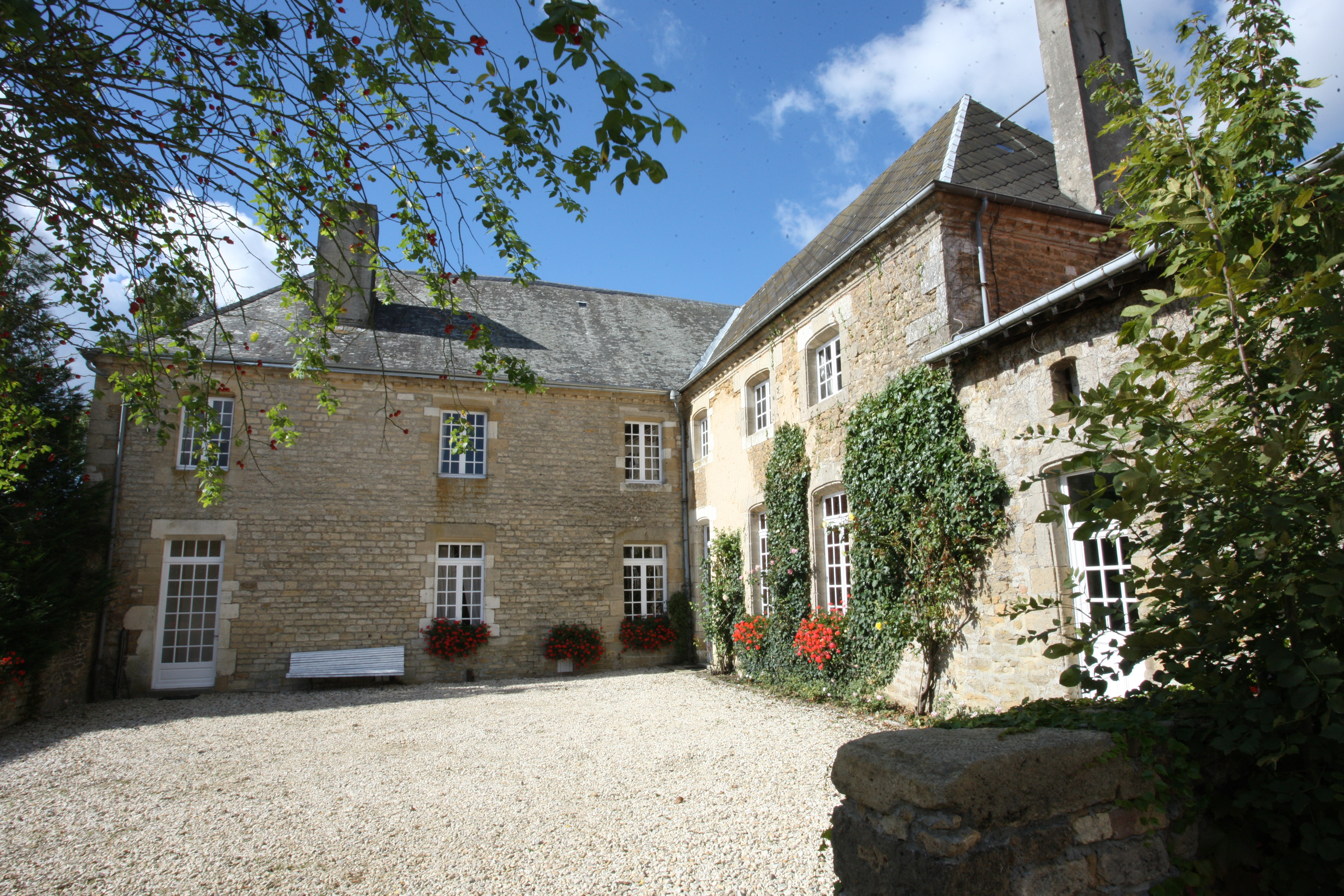
Maison forte de la Raminoise.

## Activités et vie économique
Activité agricole
Au hameau de Villers, dans une maison ardennaise assez typique, une ferme positionnée en début du chemin menant au château de Villers, le gaec de Villers, propose des goûters à la ferme, des offres de petite restauration locale, et des animations autour de la cuisine ou des métiers agricoles : cours de cuisine, journée à la ferme, etc. L'ancienne étable a été transformée en salle du goûter, avec cheminée.